# Jan Cincibuch
Jan Cincibuch (Praga, 6 de junio de 1998) es un deportista checo que compitió en remo. Ganó una medalla de plata en el Campeonato Europeo de Remo de 2018, en la prueba de cuatro scull ligero.

## Palmarés internacional
| Campeonato Europeo | Campeonato Europeo    | Campeonato Europeo | Campeonato Europeo  |
| Año                | Lugar                 | Medalla            | Prueba              |
| ------------------ | --------------------- | ------------------ | ------------------- |
| 2018               | Glasgow (Reino Unido) | Medalla de plata   | Cuatro scull ligero |